# فرد إي. يونغ
فرد إي. يونغ (بالإنجليزية: Fred E. Young)‏ هو عالم الكتاب المقدس أمريكي، ولد في 6 أبريل 1919، وتوفي في 6 يونيو 2005.